# Crotalaria rzedowskii
Crotalaria rzedowskii là một loài thực vật có hoa trong họ Đậu. Loài này được J.Espinosa miêu tả khoa học đầu tiên.